# Lanthus parvulus
Lanthus parvulus är en trollsländeart som först beskrevs av Selys 1854.  Lanthus parvulus ingår i släktet Lanthus och familjen flodtrollsländor. Inga underarter finns listade i Catalogue of Life.